# Hemiglossum
Hemiglossum is een geslacht van schimmels uit de orde Helotiales. De typesoort is Hemiglossum yunnanense.

## Soorten
Volgens Index Fungorum telt het geslacht drie soorten (peildatum januari 2024):
| Soortnaam              | Auteur(s) | Publicatiejaar |
| ---------------------- | --------- | -------------- |
| Hemiglossum congolense | Le Gal    | 1959           |
| Hemiglossum itoanum    | S. Imai   | 1932           |
| Hemiglossum yunnanense | Pat.      | 1890           |